# Linda Loaiza
Linda Loaiza López Soto (12 de diciembre de 1982) es una abogada venezolana defensora de los derechos humanos, especializada en derecho internacional. Es sobreviviente de secuestro, tortura y esclavitud sexual. Es reconocida por presentar el primer caso de violencia de género contra el Estado venezolano ante la Corte Interamericana de Derechos Humanos (CDCH).

## Biografía
De padres agricultores colombianos, radicados en el Estado Mérida, Linda se mudó a Caracas junto con su hermana mayor Ana Secilia López, con el propósito de estudiar en la Universidad Central de Venezuela la carrera de veterinaria. Sin embargo, el 27 de marzo de 2001 fue víctima de secuestro, abusos, torturas, dando como resultado graves lesiones físicas y psicológicas. El caso de Linda Loaiza es ejemplo en Venezuela de la impunidad estatal en la lucha contra la violencia de género.[cita requerida]

## Víctima de secuestro y tortura
Según la denuncia hecha ante las autoridades venezolanas,  la mañana del 27 de marzo de 2001 cuando iba saliendo de su residencia en Caracas, Linda Loaiza fue sorprendida por su agresor identificado como Luis Carrera Almoina, quien la introdujo de manera violenta y bajo amenaza de muerte a su vehículo y la mantuvo privada de libertad. Durante su cautiverio de 4 meses fue abusada sexualmente, mutilada, agredida y torturada. Fue rescatada el 19 de julio de 2001 por bomberos y funcionarios policiales.
Su agresor fue conocido con el seudónimo de El Monstruo de Los Palos Grandes debido a que el hecho fue consumado en dicho sector del Municipio Chacao.

En declaraciones de Linda Loaiza ante la CIDH: 
“Mientras estuve privada de mi libertad desde el primer momento mi agresor me mantuvo atada y amordazada, recibí puñetazos y cachetadas, golpeada con objetos contundentes, pateada, insultada, colocada en posiciones forzadas sobre chapas y amenazada con repetir estas acciones a mis hermanas. En muchas oportunidades el Sr. Carrera me apuntó con su arma de fuego y me amenazó con matarme. Fui igualmente obligada a realizar llamadas a mi hermana para insultarla. Igualmente, fui abusada sexualmente, sufrí mordeduras en mis senos y otras partes del cuerpo, introducción de objetos por mis órganos genitales, quemaduras en el cuerpo con cigarrillos y yesqueros, humillaciones, golpes en todo el cuerpo y en varias oportunidades me obligaba a consumir drogas, mientras me aseguraba que ya anteriormente había asesinado a 8 mujeres de las cuales me mostró fotografías. Estas fotos quedaron en manos de la fiscal y no fueron incorporadas como evidencias en el proceso”.
Tras su liberación, Linda Loaiza ha requerido de 15 intervenciones quirúrgicas, dos de ellas en la cola del páncreas por pseudoquiste postraumático, cirugías reconstructivas, laparoscopia exploratoria, tratamiento psicológico y psiquiátrico, servicios oftalmológicos, servicios de odontología, terapias de rehabilitación para poder caminar, entre muchos otros cuidados médicos.

## Proceso judicial en Venezuela
El 19 de julio de 2001, fecha en que Linda Loaiza López Soto fue rescatada, se inició la investigación penal por parte de la Fiscalía No. 33 del Ministerio Público del Área metropolitana de Caracas. El 28 de noviembre de 2001 se presenta acusación formal contra Luis Antonio Carrera Almoina por delito de violación y homicidio frustrado calificado, mientas que Linda Loaiza como víctima y querellante junto a su abogado presentó acusación por los delitos de violación, privación ilegítima de su libertad, homicidio calificado en grado de frustración y tortura. El Juez 18 de Control del Área Metropolitana de Caracas, Ángel Wladimir Zerpa Aponte, otorgó a Luis Antonio Carrera Almoina, detención domiciliaría. Se quedó en su residencia en Los Palos Grandes. Medianamente superada la etapa de investigación, en el año 2002, se dio la apertura del juicio y se impuso un deliberado interés judicial y estadal para proteger al agresor por ser el hijo de una importante figura pública en Venezuela. El padre de Luis Carrera es Gustavo Carrera Damas, quien fue rector de la Universidad Nacional Abierta. Ya para el año 2004, el expediente había sido conocido por más de 60 jueces. Todas las irregularidades de las que fue objeto fueron denunciadas ante las autoridades competentes, sin obtener ningún resultado. Este retraso llevó a Loaiza a realizar una huelga de hambre a las puertas del Tribunal Supremo de Justicia (TSJ) aún con las dos operaciones en la cola del páncreas. Lo que solicitaba era que se realizara un juicio oral y público en su caso. Pasó 13 días recibiendo vejaciones y atropellos de las autoridades venezolanas para que levantara la huelga. Sin embargo su caso llama la atención del país y diversos grupos feministas y de partidos políticos se acercan para apoyarla.
Gracias a la presión se realizó el primer juicio, pero se permitió en plena audiencia que hubiese abusos, calumnias e insultos de parte del agresor en contra de Loaiza. En el proceso se desestimaron pruebas, se declararon apelaciones "con lugar", hubo recursos no admitidos y omisiones por parte de los funcionarios.
En la madrugada del 5 de noviembre de 2004, la jueza Rosa Cádiz Rondón emitió sentencia absolutoria de todos lo cargos a favor de Carrera Almoina, su padre Gustavo Luis Carrera Damas y su secretaria, Leyda Josefina Reina Torres.Además, se ordenó una investigación en contra de Linda Loaiza y su familia, pasando entonces de víctima a victimaria. Años más tarde se logró abrir un nuevo juicio en el que se logró la condena contra Carrera Almoina y fue sentenciado a seis años y un mes de prisión por los delito de lesiones gravísimas y privación ilegítima de libertad por privación pero fue absuelto de los delitos de violación, homicidio calificado en grado de frustración y tortura, los cuales permanecen en impunidad.

## Proceso ante la Comisión Interamericana de Derechos Humanos
El 11 de noviembre de 2007 la Comisión Interamericana de Derechos Humanos recibió una petición presentada por Linda Loaiza López Soto, su familia y su abogado, Juan Bernardo Delgado, en la cual se alegó la responsabilidad internacional de la República Bolivariana de Venezuela. Así Loaiza se convirtió en la primera persona en presentar un caso de violencia de género contra el Estado venezolano. Su causa fue admitida en el año 2010. Testificó ante la Comisión Interamericana de Derechos Humanos (CIDH) en 2015 y allí solicitó que su caso fuera evaluado por la Corte Interamericana de Derechos Humanos.
Los peticionarios alegaron que Linda Loaiza López fue secuestrada por Luis Carrera Almoina en la ciudad de Caracas el 27 de marzo de 2001, quien la mantuvo privada de su libertad hasta el 19 de julio del mismo año cuando ella logró pedir auxilio y fue rescatada por las autoridades locales. Sostuvieron que durante esos meses Linda Loaiza López fue sometida a distintos tipos de violencia física, sexual y psicológica que le provocaron graves lesiones cuyas secuelas perduran en la actualidad. Indicaron que el Estado era responsable por haber incumplido el deber de garantía frente a estos graves hechos, no obstante su hermana intentó infructuosamente denunciar la desaparición. 
Alegaron que los graves hechos de violencia sexual cometidos por un particular permanecen en impunidad y que tales actos deben ser considerados una forma de tortura para establecer el alcance y contenido de las obligaciones que tenía el Estado para investigarlos y sancionarlos. Señalaron que en virtud de lo anterior, el Estado violó diversos derechos consagrados en la Convención Americana sobre Derechos Humanos, así como las obligaciones contenidas en la Convención Interamericana para Prevenir, Sancionar y Erradicar la Violencia contra la Mujer y en la Convención Interamericana para Prevenir y Sancionar la Tortura.
El Estado de Venezuela sostuvo que no es responsable por violaciones a la Convención Americana, la Convención de Belém do Pará ni la Convención Interamericana para Prevenir y Sancionar la Tortura. 
A lo largo del procedimiento ante la Comisión, el Estado Venezolano presentó información detallada sobre las diligencias, investigación y los procesos judiciales a nivel interno. Reiteró que los hechos fueron cometidos por un particular y no un agente del Estado, a quien se le impuso una condena por los delitos de privación ilegítima de libertad y lesiones personales gravísimas que efectivamente cumplió. Señaló que todas las autoridades competentes actuaron para preservar los derechos de Linda Loaiza López y garantizar un debido proceso a las partes en el juicio, y que la duración del proceso atendió a la dinámica procesal de las partes y no una dilación que pueda ser imputable al Estado. Asimismo, presentó información de carácter general sobre el marco normativo y políticas públicas en materia de violencia contra la mujer
Tras analizar las posiciones de las partes, la Comisión concluyó que el Estado venezolano es responsable por la violación de los derechos a la integridad personal (artículo 5), a la libertad personal (artículo 7), a la vida privada, dignidad y autonomía (artículo 11), a las garantías judiciales (artículo 8), a la igualdad y no discriminación (artículo 24) y a la protección judicial (artículo 25), establecidos en la Convención Americana, en relación con las obligaciones establecidas en los artículos 1.1 y 2 del mismo instrumento, y el artículo XVIII (derecho de justicia) de la Declaración Americana sobre Deberes y Derechos del Hombre (en adelante la “Declaración Americana”). Asimismo, la Comisión concluyó que el Estado venezolano es responsable por la violación del artículo 7 de la Convención de Belém do Pará y de los artículos 1, 6 y 8 de la Convención Interamericana para Prevenir y Sancionar la Tortura. En virtud de estas conclusiones, la Comisión efectuó las recomendaciones respectivas.

#### Informe de Fondo de la Comisión
En el Informe de Fondo, la Comisión recomendó a Venezuela investigar de manera efectiva, con la debida diligencia y dentro de un plazo razonable la violencia sexual sufrida por Linda Loaiza López; y que las respectivas investigaciones y procesos judiciales se adelanten con base en los estándares señalados por la CIDH en su informe. Asimismo, la Comisión recomendó al Estado disponer las medidas administrativas, disciplinarias o penales correspondientes frente a las acciones u omisiones de los funcionarios estatales que contribuyeron a los factores de denegación de justicia identificados en el Informe de Fondo. La CIDH también recomendó al Estado que disponga una reparación integral a Linda Loaiza López y sus familiares por las violaciones de derechos humanos establecidas en su perjuicio. Esta reparación debe incluir medidas de compensación pecuniaria y satisfacción para reparar tanto el daño material como moral. Asimismo, la CIDH determinó que las medidas de satisfacción deben incluir un acto de disculpas públicas para Linda Loaiza López y sus familiares; campañas de sensibilización sobre la violencia contra la mujer y una beca de estudios para el desarrollo profesional de Linda Loaiza López de manera concertada con ella. Adicionalmente, la Comisión recomendó al Estado brindar de forma gratuita, inmediata y por el tiempo que sea necesario, el tratamiento médico y psicológico o psiquiátrico, según corresponda, a las víctimas del presente caso que así lo soliciten y de manera concertada con ellas.
Finalmente, la Comisión recomendó a Venezuela disponer mecanismos de no repetición que incluyan la adopción de medidas legislativas, administrativas o de otra índole para garantizar el acceso a la justicia a las mujeres víctima de violencia; diseñar e implementar una política nacional en materia de prevención de la violencia contra la mujer y de género que incluya mecanismos efectivos de supervisión y fiscalización; fortalecer la capacidad institucional para atender los problemas estructurales identificados en el presente caso como factores de impunidad en casos de violencia contra la mujer en Venezuela; diseñar e implementar mecanismos adecuados y accesibles de denuncia para mujeres víctimas de violencia, incluida la violencia sexual, en Venezuela conforme a los estándares  establecidos en el informe; diseñar e implementar servicios multidisciplinarios en salud para las mujeres víctimas de violencia sexual, que aborden las necesidades específicas de su condición de víctimas de este tipo de violencia para su recuperación y  rehabilitación; diseñar protocolos para facilitar y fomentar la efectiva, uniforme y transparente investigación de actos de violencia física, sexual y psicológica, que incluya una descripción de la complejidad de las pruebas, y el detalle de las pruebas mínimas que es preciso recopilar para proporcionar una fundamentación probatoria adecuada, teniendo en cuenta las normas internacionales establecidas en el Protocolo de Estambul; y diseñar programas de formación y capacitación para todos los operadores jurídicos que tengan contacto y/o estén a cargo de investigar casos de violencia contra la mujer, incluida violencia sexual.

## Caso ante la Corte Interamericana de Derechos Humanos
La Comisión Interamericana sometió el caso a la jurisdicción de la Corte el 2 de noviembre de 2016, porque consideró que el Estado de Venezuela no cumplió con las recomendaciones contenidas en el Informe de Fondo. El Estado de Venezuela no dio respuesta alguna al Informe de Fondo. La Comisión sometió a la Corte la totalidad de los hechos del Informe de Fondo.

### Corte Interamericana de Derechos Humanos

#### El reconocimiento parcial de la responsabilidad del Estado
El Estado realizó un reconocimiento parcial de responsabilidad y expresamente manifestó que su reconocimiento no incluía la responsabilidad derivada de las violaciones cometidas por un particular.
La Corte valoró el reconocimiento parcial de responsabilidad internacional realizado por el Estado, así como el pedido de disculpas pronunciado por parte del Agente del Estado durante la audiencia pública, el cual tiene un alto valor simbólico en aras de que no se repitan hechos similares.

#### Los considerandos de la Corte IDH
La CIDH notó que los atroces y ultrajantes actos de violencia física, verbal, psicológica y sexual sufridos por Linda Loaiza López Soto, los cuales provocaron afectaciones a sus derechos a la integridad personal, a la libertad personal, a la dignidad, autonomía y vida privada, así como a vivir una vida libre de violencia, no fueron puestos en duda en el proceso judicial que se llevó a cabo en Venezuela. Tampoco se cuestionó que estos actos están debidamente tipificados en la legislación venezolana de protección a la mujer.
Sin embargo la Corte consideró que la noticia de un secuestro o de una desaparición de una mujer debe activar el deber de debida diligencia reforzado del Estado, ya que esas circunstancias generan un escenario propicio para la comisión de actos de violencia contra la mujer, lo que de por sí conlleva un riesgo a la vida y a la integridad de la mujer, independientemente de un contexto determinado. Esto reconocido por la Convención de Belém do Pará en su artículo 2, al establecer el secuestro como una de las conductas comprendidas dentro del concepto de violencia contra la mujer. Con esto en cuenta la Corte señaló pese a que no era posible determinar con certeza la fecha en que Ana Secilia concurrió por primera vez a denunciar la desaparición de su hermana (por falta de archivos policiales de varias denuncias hechas por Ana Secilia), al menos desde la denuncia del 26 de mayo de 2001 el Estado tuvo conocimiento de un riesgo para la integridad, libertad, dignidad, autonomía y vida privada de Linda Loaiza López Soto, y no efectuó la debida diligencia a la que se encuentra obligado en caso de secuestro.
En el caso en concreto, la Corte consideró que la falla en el deber de debida diligencia fue manifiesta, dado que el Estado conocía la identidad del agresor y pudo tomar medidas concretas y direccionadas para desactivar el riesgo. La Corte estimó que el Estado no podía ser considerado responsable directo de los actos sufridos por Linda Loaiza, sino que su responsabilidad se derivaba de la reacción insuficiente y negligente de los funcionarios públicos que no cumplieron con la debida diligencia para prevenir e interrumpir el curso de causalidad de los acontecimientos.
La sentencia fue publicada el 16 de septiembre de 2018 y el Estado venezolano se ha negado a cumplirla. Tanto Linda Loaiza como sus familiares esperan por las reparaciones ordenadas por la Corte Interamericana.

## Actualidad
Después de veinte (20) años desde aquel momento en que Linda se liberó del secuestro al que fue sometida en el 2001, el cual le ha dejado secuelas físicas, psicólogicas y emocionales; Linda ha decidido escribir un libro junto con Luisa Kislinger, donde relata cómo sucedieron los hechos y de qué manera el Estado Venezolano ha violentado el Estado de Derecho al impedirle el acceso a la justicia. El libro lleva por nombre Doble crimen. Tortura, esclavitud sexual e impunidad en la historia de Linda Loaiza'', publicado por la Editorial Dahbar en Venezuela.